# Рофе-Бекетов, Фёдор Семёнович
Фёдор Семёнович Рофе-Бекетов (24.12.1932—28.04.2022) — советский и украинский математик, доктор физико-математических наук, профессор, главный научный сотрудник отдела математической физики ФТИНТ им. Б. И. Веркина НАН Украины, лауреат премии им. М. В. Остроградского.
Родился в Харькове в семье Бекетовых-Алчевских. Внук архитектора А. Н. Бекетова.
Окончил физико-математический факультет Харьковского госуниверситета (1955, кафедра математической физики) и аспирантуру там же (1958).
В 1958—1962 работал ассистентом в Харьковском политехническом институте. В 1962 году защитил кандидатскую диссертацию:
- Некоторые вопросы спектрального анализа бесконечных систем дифференциальных уравнений : диссертация … кандидата физико-математических наук : 01.00.00. — Харьков, 1961. — 173 с. : ил.

С 1962 г. в Физико-техническом институте низких температур АН УССР (НАНУ): младший и старший научный сотрудник (1962—1989), ведущий научный сотрудник (1989—2015), с 2015 г. главный научный сотрудник.
В 1986 г. защитил докторскую диссертацию:
- Вопросы теории расширений и спектрального анализа линейных дифференциальных операторов : диссертация … доктора физико-математических наук : 01.01.01. — Харьков, 1985. — 327 с.

С 1965 г. (с перерывами) по совместительству — доцент и профессор Харьковского национального университета им. В. Н. Каразина.
Вклад в науку:
- решены прямая и обратная (по обобщенной спектральной матрице типа В. А. Марченко) задачи спектрального анализа для несамосопряженных операторных дифференциальных уравнений второго порядка.
- разработан и введён в теорию расширений операторов эффективный метод бинарных отношений.
- решена обратная задача Штурма-Лиувилля на всей оси.
- исследованы возмущения спектров периодических и почти периодических операторов, введены константы типа Кнезера (критические константы) для каждой спектральной лакуны.
- получено разложение по собственным функциям и описание самосопряженных расширений для бесконечных систем дифференциальных уравнений произвольного порядка, а также для названных систем совместно с А. М. Холькиным построена осцилляционная теория.
- совместно с А. Г. Брусенцевым и с Х. Кальфом получены широкие условия существенной самосопряженности для эллиптических операторов.
- совместно с Е. Х. Христовым разработана теория рассеяния на высокосингулярных потенциалах,
- совместно с Е. И. Бондаренко решены обратные задачи рассеяния для некоторых классов несамосопряженных систем.
- выполнил работы по теории резольвентной сходимости и по обобщению метода фазовых функций.

Сочинения:
- О квадратично интегрируемых решениях симметрических систем дифференциальных уравнений произвольного порядка. 14 сентября 1973 года [Текст] / В. И. Коган, Ф. С. Рофе-Бекетов ; АН УССР. Физ.-техн. ин-т низких температур. — Препринт. — Харьков : [б. и.], 1973. — 59 с.; 21 см.
- О позитивных дифференциальных операторах : (Индексы дефекта, факторизация, возмущения) / Ф. С. Рофе-Бекетов. — Харьков : ФТИНТ, 1983. — 21 с.; 20 см. — (Препринт. / АН УССР, Физ.-техн. ин-т низ. температур. 23-83).
- Рофе-Бекетов Ф. С., Холькин А. М. Спектральный анализ дифференциальных операторов. Связь спектральных и осцилляционных свойств. (С предисловием акад. В. А. Марченко). — Мариуполь : НАН Украины. Физ.-техн. ин-т низ. температур им. Б. И. Веркина, 2001. — 331 с.
- Рофе-Бекетов Ф. С. Разложение по собственным функциям бесконечных систем дифференциальных уравнений в несамосопряженном и самосопряженном случаях // Матем. сборник. — 1960. — Т. 51(3). — С. 293—342.
- Rofe-Beketov F. S. Deficiency indices and properties of spectrum of some classes of differential operators // Lecture Notes in Math., (Spectral theory and differential equations), 1975, 448, 273—293.
- Рофе-Бекетов Ф. С. Разложение по собственным функциям бесконечных систем дифференциальных уравнений в несамосопряженном и самосопряженном случаях // Матем. сборник, 1960, 51(3), 293—342.